# Udo Nöger
Udo Nöger (* 1961 en Enger) es un artista alemán catalogado dentro del Neoexpresionismo gestual-abstracto.

## Vida
De 1984 a 1990 asistió a la Fachhochschule Bielefeld, seguida de otras visitas de estudio a Paderborn, Berlín y España de 1990 a 1992. Aquí ya tuvo sus primeras participaciones en exposiciones importantes y exposiciones individuales. Como becario del Instituto Heinz Nixdorf, Nöger pasó dos años en Nueva York (1970-1972) y Denver (1990-1992) a partir de 1993. Las estancias de Nöger en Isla de Pascua y Rarotonga se consideran especialmente formativas para su desarrollo artístico. a finales de la década de 1980. Con la exposición itinerante Rongorongo, rindió homenaje a la cultura de los polinesios.
 En particular, el historiador del arte y galerista Günter Hepe, especializado en arte africano y oceánico, apoyó a Nöger y le dedicó una exposición individual en 1987/88 y 1998.
Se centraron en los paralelismos estilísticos con el arte de Oceanía. A través de varias becas y proyectos expositivos desde la década de 1990, Nöger se trasladó permanentemente a USA a partir de 1999.
Nöger ha participado en numerosas exposiciones individuales y colectivas en Europa, Asia, Norteamérica y Sudamérica. Sus obras se encuentran en museos internacionales y en colecciones privadas, por ejemplo en las colecciones de arte de Monika Grütters,  Nils Seethaler, Reinhold Würth, Halle Berry, Sylvester Stallone, Elton John y Bill Gates. 
Nöger vive y trabaja en San Diego. Visita regularmente Europa y su región natal en particular para estudiar e inspirarse.

## Obra
Aparte de las representaciones abstractas de los primeros trabajos de Nöger, creadas sobre lienzo y papel verjurado, que recuerdan a la pinturas rupestres o a los pictogramas, es especialmente conocido por sus obras de monocromática en tonos grises, que parecen como si ellas mismas irradiaran luz. Nöger conseguía este efecto extendiendo sobre un bastidor varios trozos de tela o lienzo, que a su vez estaban previamente pintados o cortados. Como resultado, las obras parecen más translúcidas en unos lugares que en otros. Nöger también es conocido por pintar la parte inferior de la tela y utilizar materiales de diferentes grosores, tonos y opacidades. Esta técnica se sitúa, por tanto, en la frontera entre la pintura y el diseño escultórico.

## Exposiciones (selección)

### Exposiciones individuales
- 2001: Kunstverein Lippstadt
- 2001: Museo de Arte Contemporáneo de Boulder
- 2005: Museo de Arte Contemporáneo de Denver
- 2006: Museo Siegerland
- 2006: Museo de Arte Contemporáneo Daum, Sedalia
- 2006: Centro Artístico y Cultural, Maui
- 2007: Schloss Morsbroich Museo, Leverkusen
- 2008: Kunsthalle Krems, Viena
- 2008: Museo de Arte y Diseño Contemporáneo, San José, Costa Rica
- 2011: Obras retrospectivas de 1980-2011, Karl Ernst Osthaus-Museum, Hagen
- 2011: Museo de Arte Contemporáneo, Honolulu
- 2013: Museo de Arte y Diseño Contemporáneo, San José, Costa Rica
- 2013: Kunsthalle Krems, Viena

### Exposiciones colectivas
- 1989: Haus der Kunst, Múnich
- 1999: Kunsthalle Bielefeld
- 1999: Heads and Vessels, Contemporary Art Centre of Peoria, Peoria[2]

## Literatura
- Udo Nöger. La luz como material. Chiaroscuro Contemporary Art, Santa Fe/Scottsdale 2005.
- Udo Nöger: cabezas y recipientes 2' 1997-1998. Hermann Busch Verlag, Bielefeld.
- Michael Beck: Oliendo. Beck & Eggeling, 2001.
- Michael Beck: Udo Nöger:Innen. Beck & Eggeling, 2001.
- Udo Nöger. Yo, agua. Catálogo de la exposición Kunsthalle Krems, Museo de Arte y Diseño Contemporáneo 2008, Beck & Eggeling, Düsseldorf 2008, ISBN 978-3-930919-49-9.